# Hubert Robaszek
Hubert Robaszek (ur. 25 kwietnia 1981 w Piotrkowie Trybunalskim) – polski piłkarz grający na pozycji pomocnika.
Hubert Robaszek rozpoczynał swoją karierę w Piotrcovii Piotrków Trybunalski. Następnie grał w Stasiaku Opoczno, Widzewie Łódź, Promieniu Żary, KS Paradyżu, KSZO Ostrowiec Św. i Polonii Bytom. Od stycznia 2010 roku był zawodnikiem Dolcanu Ząbki.
W Ekstraklasie Robaszek rozegrał 17 meczów (wszystkie w barwach Polonii Bytom).